# Backfisch (Gericht)

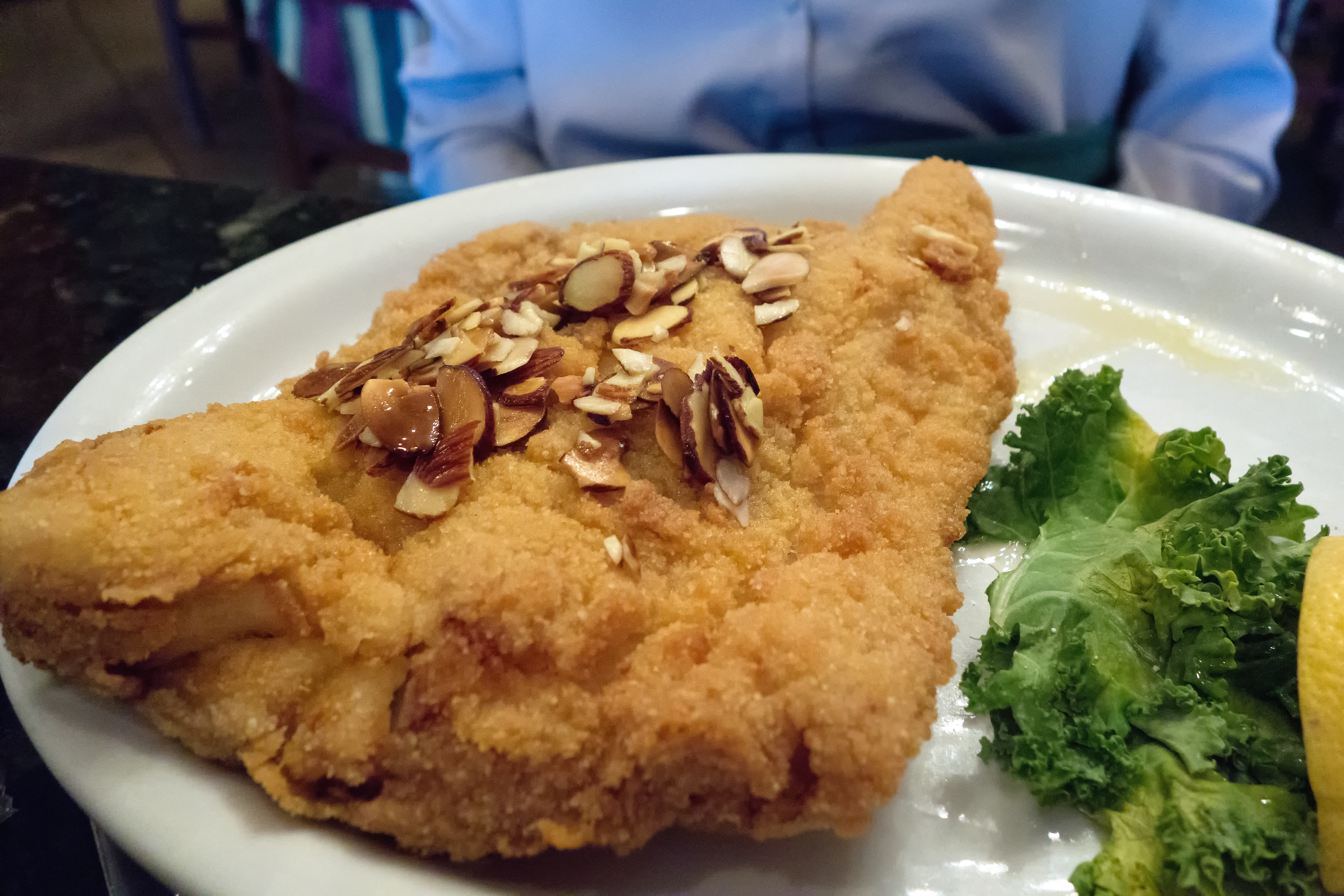
Backfisch

Backfisch (auch Gebackener Fisch) bezeichnet ein Fischgericht. Dafür wird Speisefisch oder Teile davon verwendet, welcher in Öl/Fett frittiert oder in heißer Luft gebacken wird.

## Varianten
- panierter gebackener Fisch[1]
- gebackene kleine, bzw. junge Fische[1]
- mit Semmelmehl paniertes und gebackenes Fischfilet[2]

Das Panieren erfolgt meist als „Wiener Panierung“ aus Mehl, Ei und Semmelmehl oder in „englischer Panierung“ mit Mehl, Ei und Weißbrotflocken.
Umgangssprachlich wird ein Gericht aus frittiertem Fisch mit Backteig auch als Backfisch bezeichnet. Ein Beispiel ist Fish and Chips in der englischen Küche. Ebenso handelt es sich bei im Ofen gebackenen Fischen um Backfisch, z. B. Gebackener Karpfen.

## Typische Fischsorten
- im Ganzen oder grob zerteilt[3]: Barsch, Karpfen, Forelle, Dorsch/junger Kabeljau, Hering
- als Fischfilet: Köhler/Seelachs, Seehecht, Kabeljau/Skrei